# Was willst du dich betrüben

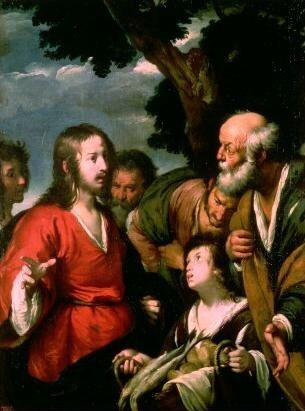
La Multiplication des pains, Bernardi Strazzi, début du XVIIe siècle

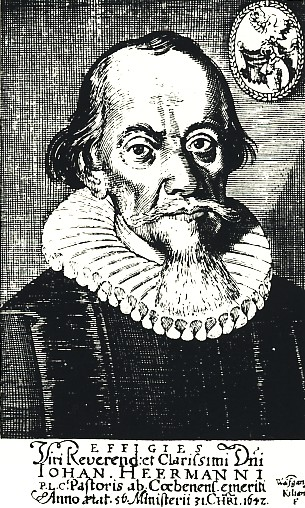
Johann Heermann (1585-1647)

Was willst du dich betrüben (Pourquoi veux-tu t’affliger ?) (BWV 107) est une cantate religieuse de Johann Sebastian Bach composée à Leipzig en 1724.

## Histoire et livret
Bach composa cette cantate chorale, la septième de son deuxième cycle annuel, pour le septième dimanche après la Trinité et la dirigea le 23 juillet 1724. Pour cette destination liturgique, trois autres cantates ont franchi le seuil de la postérité : les BWV 54, 186 et 187. 
Les lectures prescrites pour ce jour étaient Rom. 6 :19–23, et Marc. 8 :1–9, la multiplication des pains. La cantate est basée sur le texte inchangé du choral en sept strophes Was willst du dich betrüben (1630) de Johann Heermann qui se concentre sur la confiance en Dieu, même en face d'adversaires, y compris le diable. La confiance en Dieu est aussi un thème de l'Évangile. Le fait que le texte ne soit pas modifié dans les mouvements centraux mais gardés « per omnes versus » est inhabituel pour une cantate chorale du deuxième cycle.
Les mouvements du milieu sont cependant composés d'un récitatif et de quatre arias ce qui était déjà un traitement « à l'ancienne » du temps de Bach. Il avait déjà ainsi procédé beaucoup plus tôt dans Christ lag in Todes Banden, BWV 4 (1707) et plus tard comme dans Gelobet sei der Herr, mein Gott, BWV 129 (1726), bien que cela ne se soit pas reproduit dans le deuxième cycle. John Eliot Gardiner suppose que Bach s'est imposé cette restriction comme il l'avait fait dans les quatre premières cantates du cycle dans lesquelles le cantus firmus est partagé entre les quatre voix (soprano, alto, ténor et basse) pour être repris par la basse dans la quatrième cantate Ach Herr, mich armen Sünder.
Le choral provient d'une collection que Heermann publia en 1630 sous le titre « Devoti musica cordis » qui comprenait également Herzliebster Jesu, was hast du verbrochen (en), le premier choral de la Passion selon saint Matthieu de Bach. Ces chants étaient les premiers à mettre en pratique les recommandations de Martin Opitz sur l'usage de thèmes religieux dans la poésie allemande.

## Structure et instrumentation
La cantate est écrite pour trois solistes (soprano, ténor, basse), un chœur à quatre voix, corno da caccia, deux flûtes traversières, deux hautbois d'amour, deux violons, alto et basse continue.
1. chœur : Was willst du dich betrüben
2. récitatif (basse) : Denn Gott verlässet keinen
3. aria (basse) : Auf ihn magst du es wagen
4. aria (ténor) : Wenn auch gleich aus der Höllen
5. aria (soprano) : Er richts zu seinen Ehren
6. aria (ténor) : Drum ich mich ihm ergebe
7. choral : Herr, gib, daß ich dein Ehre

## Musique
Le chœur d'ouverture est une fantaisie chorale avec la partie vocale insérée dans un concerto instrumental indépendant. Le cantus firmus, sur la mélodie de Von Gott will ich nicht lassen, est rendu en longues notes partiellement embellies de la soprano et du cor tandis que les voix plus basses sont écrites en homophonie. Les vers du choral ne sont pas restitués séparément mais, accentuant la « Bar form » (forme AAB) du texte, les 1e et 2e vont de pair ainsi que les 3e et 4e, le 5e est seul et les 6e et 8e vont de pair. La partition est riche en bois.
L'unique récitatif, accompagné des hautbois d'amour, expose un mélisme étendu sur le mot « Freuden » et culmine en un arioso dans le dernier vers avec un mélisme sur « retten » (secourir). Les quatre strophes suivantes sont composées sous forme d'arias, non pas l'Aria da capo typique, mais essentiellement en deux parties du fait de la « forme mesure » du poème. Bach réalise des variations en changeant les voix, la tonalité et le tempo. Il varie également les modes, alternant les tonalités majeure et mineure, exprimant ainsi des affects différents (théorie des affects (de)).
La première aria décrit une scène de chasse pour basse et cordes. La deuxième aria pour ténor et continuo commence avec des mots forts sur Satan en tant qu'ennemi : « Wenn auch gleich aus der Höllen / der Satan wollte sich / dir selbst entgegenstellen / und toben wider dich ». Gardiner parle de cette musique comme « un vif portrait de Satan et de ses ruses, décrit avec une délectation typiquement luthérienne ». Le rythme alterne entre 6/8 et 3/4 d'une mesure à l'autre mais le changement est irrégulier et imprévisible. La ligne de basse (marquée « organo e continuo ») animée et anguleuse de façon extravagante est comparée par Albert Schweitzer aux contorsions d'une énorme dragon.
La troisième aria pour soprano et les deux hautbois d'amour commence avec une version embellie de la mélodie du choral et le dernier vers cite exactement cette mélodie sur les mots « was Gott will, das geschicht ». La quatrième aria est écrite pour ténor, les flûtes à l'unisson et un violon en sourdine.
Le choral de clôture est disposé en quatre parties pour les voix mais inséré dans un riche concerto instrumental sicilien. Les vers du choral sont groupés comme dans la première strophe, mettant de nouveau en valeur le cinquième vers, « O Vater, Sohn und Geist » (Oh Père, Fils et Esprit) comme une doxologie miniature.

## Sources
- Gilles Cantagrel, Les cantates de J.-S. Bach, Paris, Fayard, mars 2010, 1665 p.  (ISBN 978-2-213-64434-9)

- (en) Cet article est partiellement ou en totalité issu de l’article de Wikipédia en anglais intitulé « Was willst du dich betrüben, BWV 107 » (voir la liste des auteurs).